# Grewia analamerensis
Grewia analamerensis là một loài thực vật có hoa trong họ Cẩm quỳ. Loài này được Capuron mô tả khoa học đầu tiên năm 1964.